# Ferdinando Farnese
Ferdinando Farnese, detto anche Ferrante (Latera, 3 dicembre 1543 – Latera, novembre/dicembre 1606), è stato un vescovo cattolico e diplomatico italiano, al servizio del Ducato di Parma.

## Biografia

Stemma Farnese

Figlio di Bertoldo, duca di Latera e Farnese, del ramo di Latera della nobile famiglia Farnese, e di Giulia Acquaviva.
Venne avviato alla carriera ecclesiastica. Grazie alle sue capacità e alla parentela col cardinale Alessandro Farnese il Giovane riuscì a ricoprire subito incarichi di una certa importanza fino ad arrivare alla nomina a vescovo di Montefiascone e Corneto, carica che ricoprì a partire dal 27 agosto 1572. Si trattò tuttavia di un incarico temporaneo dato che il 30 marzo 1573 venne nominato vescovo di Parma carica che mantenne fin quasi alla morte
Nel corso degli anni di permanenza a Parma incontrò diverse difficoltà; di carattere intransigente e poco affabile, in più occasioni si trovò in contrapposizione con il clero e i duchi della città, diventando un personaggio scomodo.
Il contesto nel quale si trovò ad operare era caratterizzato da antichi privilegi, un intreccio consolidato tra istituzioni politiche e religiose nella gestione patrimoniale e giurisdizionale. Il Farnese tentò di riportare l'autorità della curia romana sulla diocesi applicando alla lettera le disposizioni del concilio di Trento in materia di disciplina e organizzazione del clero. In suo aiuto, papa Gregorio XIII  inviò Giovanni Battista Castelli, vescovo di Rimini. Costui nei mesi successivi svolse un'approfondita indagine sulla situazione parmigiana. Ne emersero assenteismo,  scarsa preparazione e inadempienze da parte degli ecclesiastici locali; spesso erano le stesse autorità civili che occultavano tali comportamenti, essendone complici. Il Castelli denunciò anche anomalie riguardanti la stipula di contratti di vendita, permuta ed enfiteusi dei beni della Chiesa di cui non veniva preventivamente richiesto il beneplacito alla sede competente. Il contenzioso che seguì a questa indagine venne dibattuto nella congregazione del Concilio a Roma.
Sempre nell'ottica di questa opera moralizzatrice Ferdinando Farnese indisse tre sinodi nel corso del suo trentennio a Parma: nel 1575, nel 1581 e nel 1583.
Nel gennaio 1579 il vescovo ricevette il primo dei vari incarichi ufficiali che lo avrebbero allontanato per diverso tempo dalla città: Ottavio Farnese lo inviò in Portogallo per sostenere le ragioni del duca nella successione al trono del paese. Non è dato a sapere se si trattò di un'abile mossa per allontanarlo dalla vertenza in corso riguardante la curia parmense o di una dimostrazione di fiducia nei suoi confronti da parte della corte. I probabili candidati alla successione portoghese erano oltre ai Farnese, i Savoia, il duca di Braganza, il re di Spagna e Antonio di Crato. Visti i contendenti, ben presto Ferdinando Farnese si dovette rendere conto di quanto la sua missione fosse ardua; dopo qualche tempo venne congedato dal re di Portogallo Enrico I.
Rientrato a Parma, trovò una situazione ancora burrascosa a seguito dell'indagine svolta nei mesi precedenti da Giovanni Battista Castelli, fu perciò costretto ad assentarsi nuovamente e più volte dalla diocesi. Alla fine del 1581 fu a Roma, l'anno successivo a Ravenna in qualità di vescovo suffraganeo.
Una volta morto Ottavio Farnese la situazione non migliorò. Diverse lamentele furono inviate da parte del clero parmense al nuovo duca Alessandro Farnese, venivano denunciate le troppe ingerenze del vescovo e la sua rigidità, nonché l'eccessiva rotazione dei vicari corrotti. I reclami giunsero fino alla curia romana, questa viste la necessità di riallacciare buoni rapporti con i duchi di Parma e di introdurre una nuova tassa per combattere i pirati lungo le coste italiane decise di ridimensionare le pretese del vescovo.  Anche col successore di Alessandro, Ranuccio I Farnese non vi furono buoni rapporti.
Da questo momento in poi Ferdinando Farnese fu sempre più spesso inviato lontano da Parma con diversi compiti e il suo ruolo all'interno della diocesi divenne sempre più istituzionale e puramente amministrativo.  Dal 1591 al 1592 fu vice legato a Bologna.
Il 20 giugno 1597 fu incaricato della nunziatura a Praga presso l'imperatore Rodolfo II in sostituzione di Cesare Speciano. Si trattava di un incarico delicato: presso la corte imperiale stava crescendo l'influenza del partito riformato, mentre la nobiltà cattolica perdeva progressivamente potere. I ministri dell'imperatore miravano a confiscare i beni della chiesa per risanare le casse dello stato e l'arcivescovo di Praga non era in grado di tenere a freno la corruzione e l'insubordinazione del clero cattolico. Compito del Farnese doveva essere quello di guadagnarsi l'amicizia dell'imperatore e di creare in lui una buona opinione nei confronti di Speciano, accusato di eccessivo accanimento nei confronti dei riformati. Il nunzio avrebbe dovuto anche richiamare all'ordine i cattolici boemi nonché risolvere diverse problematiche locali in tutto l'Impero, sempre legate a dissidi con le chiese eretiche. Ulteriore compito era quello di riavvicinare Rodolfo II alla Spagna per indurlo a fare fronte comune contro l'avanzata turca nei Balcani.
Di fronte alla prospettiva di un incarico così gravoso, Ferdinando Farnese rimase riluttante, finché a seguito dello scoppio della peste nel 1598 non lo rifiutò adducendo motivi di salute.
Nel frattempo il suo rapporto con Parma non era migliorato, al punto che era ormai sostituito quasi totalmente nei suoi compiti episcopali dal vicario Giovanni Mozanega.  Nel 1603 lasciò la diocesi e si ritirò nella natia Latera.
Ferdinando Farnese durante il suo episcopato a Parma realizzò (o iniziò la costruzione) alcune opere civili: il ponte di Lugagnano sul torrente Cedra lungo il percorso della strada massese e il palazzo vescovile di Mezzano Superiore.

## Genealogia episcopale
La genealogia episcopale è:
- Cardinale Ottone di Waldburg
- Vescovo Ferdinando Farnese

## Ascendenza
|                                                         |                                               |                                                       | Genitori                                          |  |  | Nonni |  |  | Bisnonni                                      |  |  | Trisnonni                                 |  |
|                                                         |                                               |                                                       |                                                   |  |  |       |  |  | Pier Bertoldo I Farnese, II signore di Latera |  |  | Bartolomeo I Farnese, I signore di Latera |  |
|                                                         |                                               |                                                       |                                                   |  |  |       |  |  | Pier Bertoldo I Farnese, II signore di Latera |  |  | Bartolomeo I Farnese, I signore di Latera |  |
|                                                         |                                               | Iolanda Monaldeschi                                   |                                                   |  |  |       |  |  | Pier Bertoldo I Farnese, II signore di Latera |  |  |                                           |  |
| Galeazzo I Farnese, I duca di Latera                    |                                               |                                                       |                                                   |  |  |       |  |  | Pier Bertoldo I Farnese, II signore di Latera |  |  |                                           |  |
|                                                         |                                               | Battistina dell'Anguillara                            | Francesco dell'Anguillara                         |  |  |       |  |  |                                               |  |  |                                           |  |
|                                                         |                                               | Battistina dell'Anguillara                            | Francesco dell'Anguillara                         |  |  |       |  |  |                                               |  |  |                                           |  |
|                                                         |                                               | Battistina dell'Anguillara                            | Lucrezia Farnese                                  |  |  |       |  |  |                                               |  |  |                                           |  |
| Pier Bertoldo II, II duca di Latera                     |                                               | Battistina dell'Anguillara                            |                                                   |  |  |       |  |  |                                               |  |  |                                           |  |
|                                                         |                                               | Giuliano dell'Anguillara, conte di Stabia             | Giovambattista dell'Anguillara, signore di Stabia |  |  |       |  |  |                                               |  |  |                                           |  |
|                                                         |                                               | Giuliano dell'Anguillara, conte di Stabia             | Giovambattista dell'Anguillara, signore di Stabia |  |  |       |  |  |                                               |  |  |                                           |  |
|                                                         |                                               | Giuliano dell'Anguillara, conte di Stabia             | …                                                 |  |  |       |  |  |                                               |  |  |                                           |  |
| Isabella dell'Anguillara                                |                                               | Giuliano dell'Anguillara, conte di Stabia             |                                                   |  |  |       |  |  |                                               |  |  |                                           |  |
|                                                         |                                               | Girolama Farnese                                      | Pier Luigi Farnese, signore di Montalto           |  |  |       |  |  |                                               |  |  |                                           |  |
|                                                         |                                               | Girolama Farnese                                      | Pier Luigi Farnese, signore di Montalto           |  |  |       |  |  |                                               |  |  |                                           |  |
|                                                         |                                               | Girolama Farnese                                      | Giovanna Caetani di Sermoneta                     |  |  |       |  |  |                                               |  |  |                                           |  |
| Ferdinando Farnese                                      |                                               | Girolama Farnese                                      |                                                   |  |  |       |  |  |                                               |  |  |                                           |  |
|                                                         | Andrea Matteo III Acquaviva, VIII duca d'Atri | Giulio Antonio I Acquaviva d'Aragona, VII duca d'Atri |                                                   |  |  |       |  |  |                                               |  |  |                                           |  |
|                                                         | Andrea Matteo III Acquaviva, VIII duca d'Atri | Giulio Antonio I Acquaviva d'Aragona, VII duca d'Atri |                                                   |  |  |       |  |  |                                               |  |  |                                           |  |
|                                                         | Andrea Matteo III Acquaviva, VIII duca d'Atri | Caterina Orsini del Balzo, contessa di Conversano     |                                                   |  |  |       |  |  |                                               |  |  |                                           |  |
| Giannantonio Donato Acquaviva d'Aragona, IX duca d'Atri | Andrea Matteo III Acquaviva, VIII duca d'Atri |                                                       |                                                   |  |  |       |  |  |                                               |  |  |                                           |  |
|                                                         |                                               | Isabella Todeschini Piccolomini d'Aragona             | Antonio Todeschini Piccolomini, duca d'Amalfi     |  |  |       |  |  |                                               |  |  |                                           |  |
|                                                         |                                               | Isabella Todeschini Piccolomini d'Aragona             | Antonio Todeschini Piccolomini, duca d'Amalfi     |  |  |       |  |  |                                               |  |  |                                           |  |
|                                                         |                                               | Isabella Todeschini Piccolomini d'Aragona             | Maria d'Aragona                                   |  |  |       |  |  |                                               |  |  |                                           |  |
| Giulia Acquaviva d'Aragona                              |                                               | Isabella Todeschini Piccolomini d'Aragona             |                                                   |  |  |       |  |  |                                               |  |  |                                           |  |
|                                                         |                                               | Giovanni Battista Spinelli, I duca di Castrovillari   | Troiano Spinelli, I barone di Summonte            |  |  |       |  |  |                                               |  |  |                                           |  |
|                                                         |                                               | Giovanni Battista Spinelli, I duca di Castrovillari   | Troiano Spinelli, I barone di Summonte            |  |  |       |  |  |                                               |  |  |                                           |  |
|                                                         |                                               | Giovanni Battista Spinelli, I duca di Castrovillari   | Maria Caracciolo                                  |  |  |       |  |  |                                               |  |  |                                           |  |
| Isabella Spinelli                                       |                                               | Giovanni Battista Spinelli, I duca di Castrovillari   |                                                   |  |  |       |  |  |                                               |  |  |                                           |  |
|                                                         |                                               | Livia Caracciolo                                      | Tristano Caracciolo, signore di Ponte Albaneto    |  |  |       |  |  |                                               |  |  |                                           |  |
|                                                         |                                               | Livia Caracciolo                                      | Tristano Caracciolo, signore di Ponte Albaneto    |  |  |       |  |  |                                               |  |  |                                           |  |
|                                                         |                                               | Livia Caracciolo                                      | Beatrice Piscicelli                               |  |  |       |  |  |                                               |  |  |                                           |  |
|                                                         |                                               | Livia Caracciolo                                      |                                                   |  |  |       |  |  |                                               |  |  |                                           |  |